# フジノウェーブ記念
フジノウェーブ記念（フジノウェーブきねん）は、特別区競馬組合が大井競馬場ダート1400mで施行する地方競馬（南関東公営競馬）の重賞競走（SIII）である。東京メトロポリタンテレビジョンが優勝杯を提供しており、正式名称は「TOKYO MX賞 フジノウェーブ記念」と表記される。

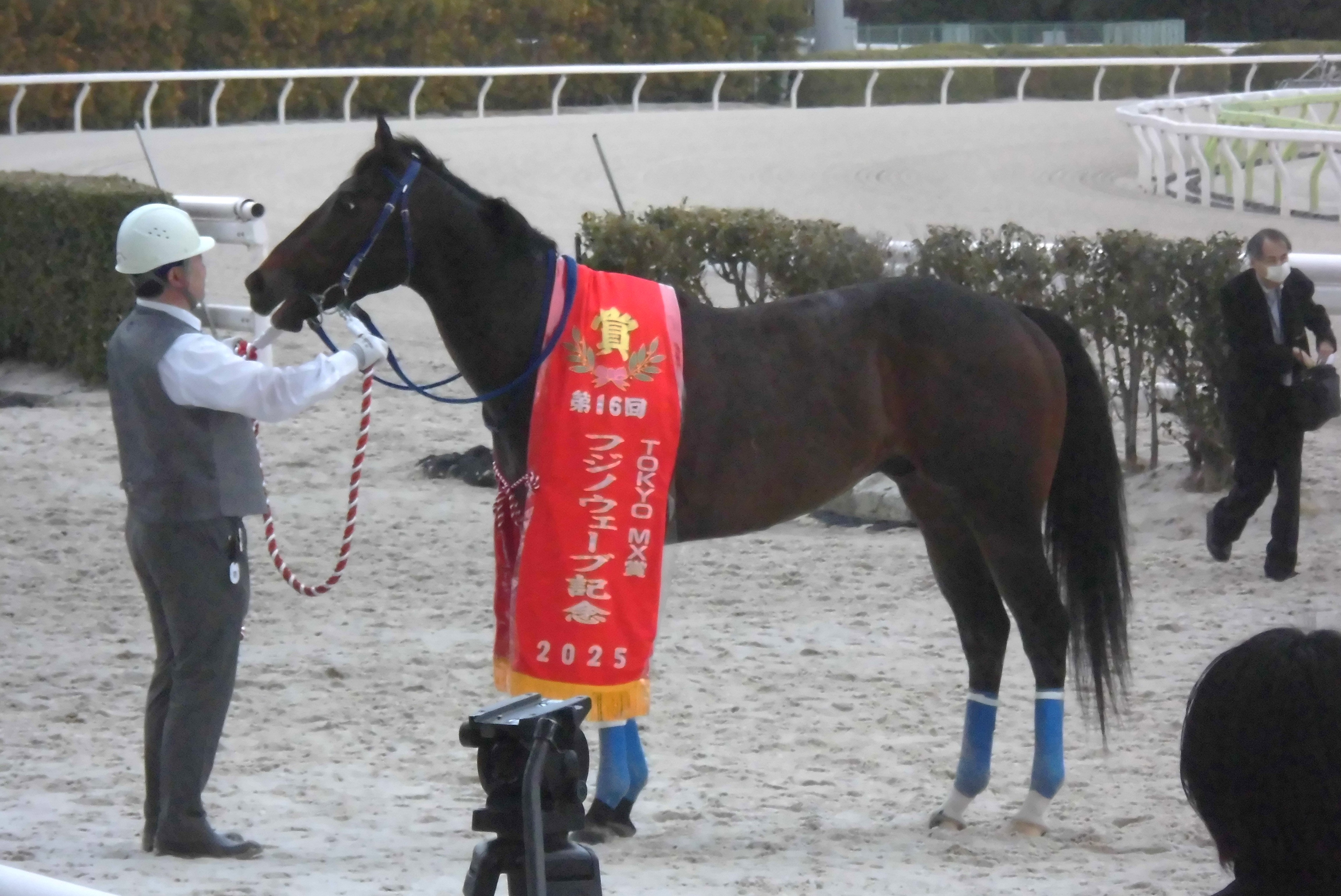
フジノウェーブ記念の優勝レイ

## 概要

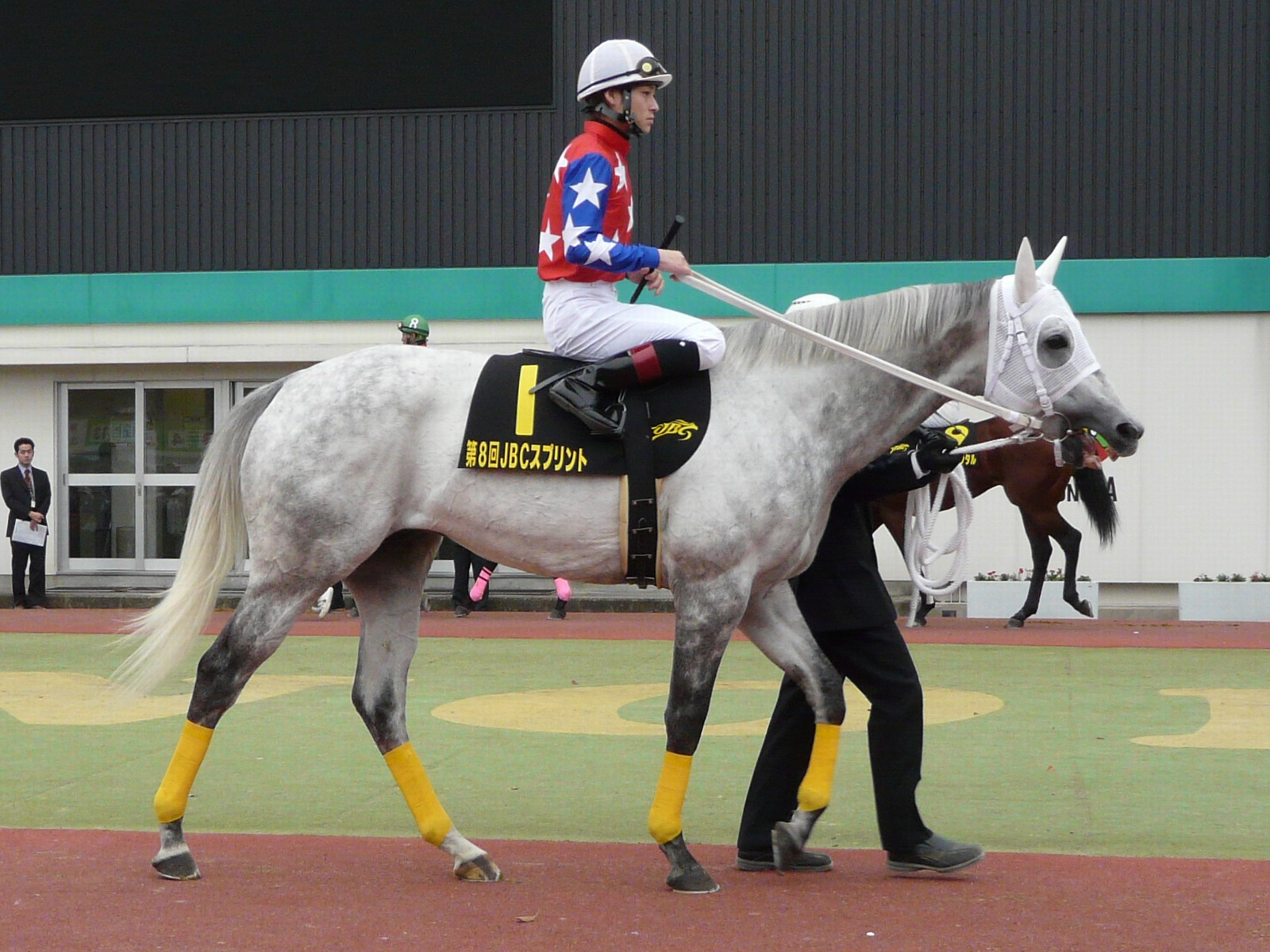
フジノウェーブ号

2009年まで準重賞として施行していた「スプリングカップ」を格上げして新設された。施行距離はダート1400m。
2013年までは「東京スプリング盃」の名称で施行されていたが、2014年からは本競走を第1回から4連覇したフジノウェーブの功績を称え現名称に改称した。

### 条件・賞金等（2025年）
出走資格
サラブレッド系4歳以上、南関東所属馬。
- 準重賞・ウインタースプリントの2着以上の馬は、本競走に優先して出走できる。

負担重量
別定。A1級格付け馬56kg、A2級以下格付け馬54kg、牝馬2kg減（南半球産4歳1kg減）を基本に、前年3月6日から本年3月7日までのGI･JpnI優勝馬は3kg、GII･JpnII･SI優勝馬は2kg、GIII･JpnIII･SII優勝馬は1kgの負担増となる。ただし、2歳・3歳限定競走の成績は対象外（クラス分けに関しては日本の競馬の競走体系を参照）。
賞金額
1着1,500万円、2着525万円、3着300万円、4着150万円、5着75万円、着外手当15万円。
優先出走権付与
本競走の優勝馬には、東京スプリントの優先出走権が付与される。
副賞
特別区競馬組合管理者賞。

## 歴史
- 2009年以前 - 大井競馬場の準重賞競走「スプリングカップ」として施行[5]。
- 2010年 - 重賞に昇格。ダート1400mのSIII競走「東京スプリング盃」として行われる[5][6][注 1]。
- 2013年 - フジノウェーブが4連覇。後に怪我のために引退したが、同年10月の去勢手術中の事故により死亡したことを受けて、同馬の功績を称え、2014年から名称を「フジノウェーブ記念」に変更して実施する。

### 歴代優勝馬
全て大井競馬場ダート1400mで施行。
| 回数   | 施行年月日    | 優勝馬             | 性齢 | 所属 | タイム | 優勝騎手   | 管理調教師 | 馬主                       |
| ------ | ------------- | ------------------ | ---- | ---- | ------ | ---------- | ---------- | -------------------------- |
| 第1回  | 2010年3月3日  | フジノウェーブ     | 牡8  | 大井 | 1:25.5 | 戸崎圭太   | 高橋三郎   | 大志総合企画（株）         |
| 第2回  | 2011年3月9日  | フジノウェーブ     | 牡9  | 大井 | 1:24.3 | 御神本訓史 | 高橋三郎   | 大志総合企画（株）         |
| 第3回  | 2012年3月7日  | フジノウェーブ     | 牡10 | 大井 | 1:24.7 | 坂井英光   | 高橋三郎   | 大志総合企画（株）         |
| 第4回  | 2013年3月6日  | フジノウェーブ     | 牡11 | 大井 | 1:26.8 | 御神本訓史 | 高橋三郎   | 大志総合企画（株）         |
| 第5回  | 2014年2月26日 | ジェネラルグラント | 牡4  | 船橋 | 1:25.1 | 石崎駿     | 出川克己   | （有）サンデーレーシング   |
| 第6回  | 2015年2月25日 | セイントメモリー   | 牡8  | 大井 | 1:24.6 | 本橋孝太   | 月岡健二   | 内海正章                   |
| 第7回  | 2016年2月24日 | ソルテ             | 牡6  | 大井 | 1:25.5 | 吉原寛人   | 寺田新太郎 | （株）フロンティア・キリー |
| 第8回  | 2017年3月8日  | ケイアイレオーネ   | 牡7  | 大井 | 1:26.5 | 的場文男   | 佐宗応和   | 亀田和弘                   |
| 第9回  | 2018年3月7日  | リッカルド         | 騸7  | 船橋 | 1:25.2 | 矢野貴之   | 佐藤裕太   | （株）レックス             |
| 第10回 | 2019年3月6日  | キャプテンキング   | 牡5  | 大井 | 1:25.9 | 坂井英光   | 的場直之   | 平本敏夫                   |
| 第11回 | 2020年2月26日 | トロヴァオ         | 牡7  | 大井 | 1:25.5 | 藤田凌     | 荒山勝徳   | （有）キャロットファーム   |
| 第12回 | 2021年3月10日 | キャプテンキング   | 牡7  | 大井 | 1:26.0 | 和田譲治   | 的場直之   | 平本敏夫                   |
| 第13回 | 2022年3月9日  | ルーチェドーロ     | 牡4  | 川崎 | 1:24.1 | 御神本訓史 | 池田孝     | 永谷友一郎                 |
| 第14回 | 2023年3月9日  | ギャルダル         | 牡5  | 船橋 | 1:25.7 | 澤田龍哉   | 川島正一   | （有）辻牧場               |
| 第15回 | 2024年2月28日 | ギャルダル         | 牡6  | 船橋 | 1:27.4 | 矢野貴之   | 川島正一   | （有）辻牧場               |
| 第16回 | 2025年3月13日 | イグザルト         | 牡6  | 大井 | 1:24.1 | 御神本訓史 | 荒山勝徳   | 青山洋一                   |